# بوب جيبسون (لاعب كرة قاعدة)
بوب جيبسون (بالإنجليزية: Bob Gibson)‏ هو لاعب كرة قاعدة أمريكي، ولد في 19 يونيو 1957 في فيلادلفيا في الولايات المتحدة.

## وصلات خارجية
- بوب جيبسون (لاعب كرة قاعدة) على موقع الدوري الياباني لكرة القاعدة (الإنجليزية)
- بوب جيبسون (لاعب كرة قاعدة) على موقعبيزبول رفرنس.كوم (الدوري الرئيسي) (الإنجليزية)
- بوب جيبسون (لاعب كرة قاعدة) على موقع إي إس بي إن.كوم (أم.أل.بي) (الإنجليزية)
- بوب جيبسون (لاعب كرة قاعدة) على موقع مشجعي الرسوم البيانية (الإنجليزية)